# پلاک ارتوپدی
پلاک یا پلاتین ارتوپدی (به انگلیسی: Orthopedic Plate) یا پلیت ارتوپدی نوعی تثبیت داخلی است که در جراحی ارتوپدی مورد استفاده قرار می‌گیرد تا شکستگی‌ها را در محل خود نگه داشته و فرایندی زمانی و مکانیکی فراهم آورد تا امکان ترمیم استخوان به‌دست بیاید.
علی رغم تصور عامه مردم مواد تشکیل دهنده پلاک های مورد استفاده در ارتوپدی از عنصر پلاتین نمی باشد و اغلب ماده تشکیل دهنده آنها از آلیاژ استیل است. 
بسته به شکل و محل استفاده این پلاک ها به چند دسته کلی تقسیم میشوند.

## انواع پلاک های ارتوپدی
بسته به شکل کلی به دو دسته عمده تقسیم میشوند:
- پلاک های آناتومیک
- پلاک های غیر آناتومیک

## تاریخچه
۱۹۶۹صفحه متراکم‌ساز حرکتی یا DCP
۱۹۹۹۰ پلیت دینامیک کمپرشن با تماس محدود یا LC-DCP
۱۹۹۴ سیستم‌های پایدارکننده با حداقل تهاجم یا LISS
۲۰۰۱ پلاک کمپرسیو لاکینگ یا LCP

## روش استفاده
- حائل زدن برای عدم فشار

- حنثی کننده اطراف محل اتصال
- پرکردن شکاف با پل زدن
- استفاده از نوار و بانداژ کششی
- فشرده‌سازی اطراف استخوان